# 대한민국 민법 제1116조
대한민국 민법 제1116조는 반환의 순서에 대한 민법 상속법 유류분 조문이다.

## 조문
제1116조(반환의 순서) 증여에 대하여는 유증을 반환받은 후가 아니면 이것을 청구할 수 없다.
[본조신설 1977.12.31.]

第1116條(返還의 順序) 贈與에 대하여는 遺贈을 返還받은 후가 아니면 이것을 請求할 수 없다.[本條新設 1977.12.31.]

## 참고 문헌
- 오현수, 일본민법, 진원사, 2014. ISBN 978-89-6346-345-2
- 오세경, 대법전, 법전출판사, 2014 ISBN 978-89-262-1027-7
- 이준현, LOGOS 민법 조문판례집, 미래가치, 2015. ISBN 979-1-155-02086-9